# نامباکا هیدز، نیوساوت ولز
نامباکا هیدز (به انگلیسی: Nambucca Heads) یک شهرک در استرالیا است که در نیو ساوت ولز واقع شده‌است.